# Lloyd Thurston

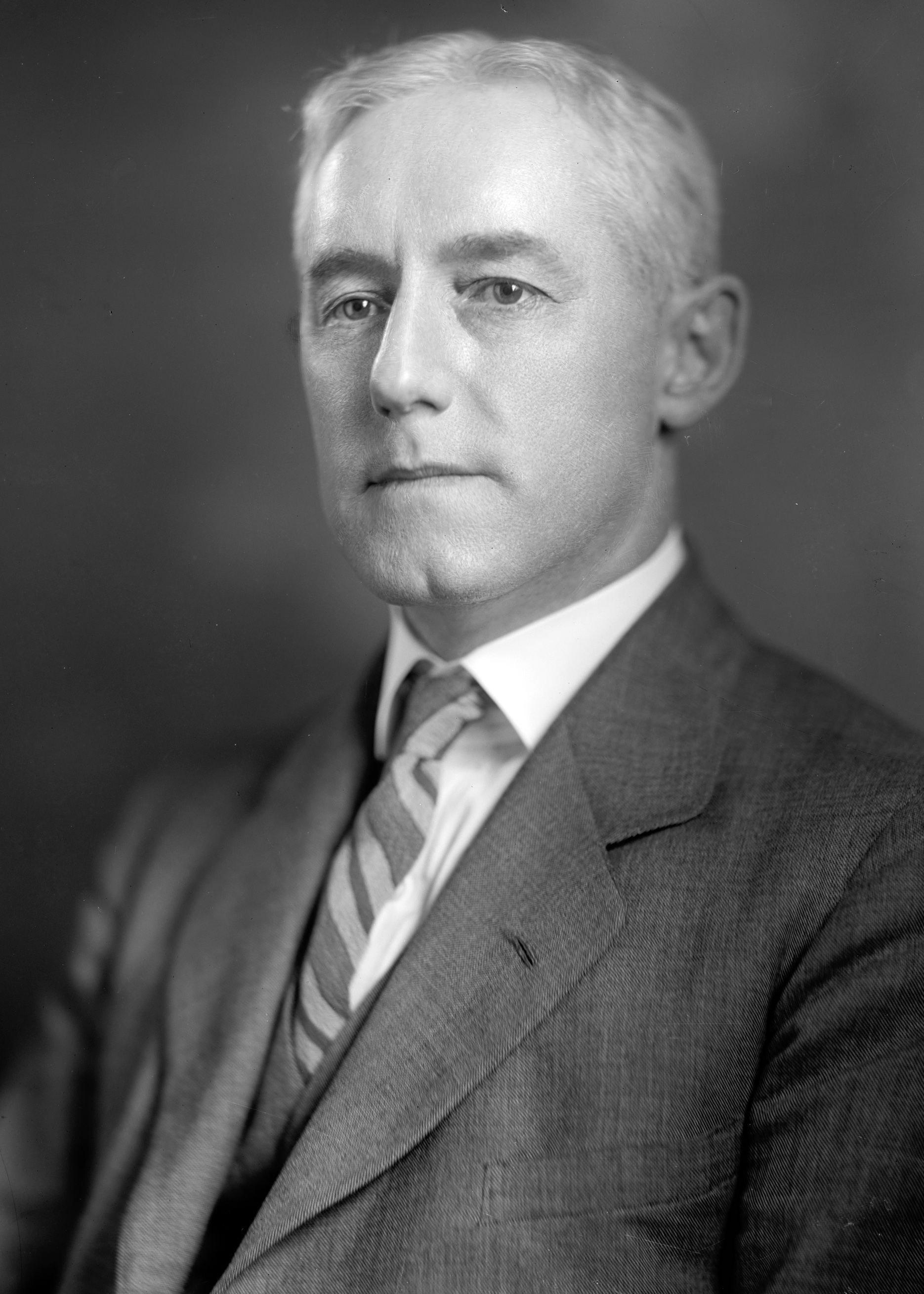
Lloyd Thurston

Lloyd Thurston (* 27. März 1880 in Osceola, Iowa; † 7. Mai 1970 in Des Moines, Iowa) war ein US-amerikanischer Politiker. Zwischen 1925 und 1939 vertrat er den Bundesstaat Iowa im US-Repräsentantenhaus.

## Werdegang
Lloyd Thurston besuchte die öffentlichen Schulen seiner Heimat. Danach nahm er als Soldat einer Infanterieeinheit am Spanisch-Amerikanischen Krieg von 1898 teil. Dabei war er auf den Philippinen eingesetzt. Dort blieb er bis zum November 1899. Nach einem Jurastudium an der University of Iowa in Iowa City und seiner 1902 erfolgten Zulassung als Rechtsanwalt begann er in Osceola in diesem Beruf zu arbeiten. Zwischen 1902 und 1906 war er auch Hauptmann der Nationalgarde von Iowa. Von 1906 bis 1910 arbeitete Thurston als Bezirksstaatsanwalt im Clarke County. Während des Ersten Weltkrieges war er Hauptmann der US Army. Dabei war er aber nicht in Europa eingesetzt. Politisch war Thurston Mitglied der Republikanischen Partei. Zwischen 1920 und 1924 saß er im Senat von Iowa.
1924 wurde er im achten Wahlbezirk von Iowa in das US-Repräsentantenhaus in Washington, D.C. gewählt. Dort trat er am 4. März 1925 die Nachfolge von Hiram Kinsman Evans an. Nach sechs Wiederwahlen konnte er bis zum 3. Januar 1939 sieben Legislaturperioden im Kongress absolvieren. Seit 1933 vertrat er allerdings als Nachfolger von Cyrenus Cole den fünften Distrikt von Iowa. In dieser Zeit wurden der 20. und der 21. Verfassungszusatz beraten und verabschiedet. In den 1930er Jahren unterstützte Thurston zumindest einige, aber nicht alle New-Deal-Gesetze der Bundesregierung unter Präsident Franklin D. Roosevelt. Während seiner Zeit im Kongress war er zeitweise Mitglied im House Committee on Rules, dem Haushaltsausschuss und dem Committee on Ways and Means.
Im Jahr 1938 verzichtete Lloyd Thurston auf eine weitere Kandidatur für das Repräsentantenhaus. Stattdessen strebte er erfolglos die Nominierung seiner Partei für die Wahlen zum US-Senat an. Danach zog er sich aus der Politik zurück und arbeitete wieder als Anwalt. Thurston starb im Mai 1970 90-jährig in Des Moines und wurde in Osceola beigesetzt.